# Broken Safety 2
Broken Safety 2 – drugi studyjny album amerykańskiego rapera 40 Cal. Został wydany w 2007 roku.

## Lista utworów
1. "40 Cals" (Antoine, Byrd) – 2:32
2. "Dip-Dip" (feat. Juelz Santana) (Antoine, Byrd, James) – 3:16
3. "Celebrity Hustla" (Antoine, Byrd) – 3:47
4. "Hostile Takeova" (feat. Hell Rell) (Barrett, Byrd, Mohammed) – 2:47
5. "The Big Boys" (feat. Jha Jha) (Antoine, Byrd, Handy) – 3:58
6. "Drama Season" (Antoine, Byrd) – 4:05
7. "Hi-Road" (feat. Rell) (Antoine, Byrd, Gerrell) – 3:30
8. "Since U Been Away" (Barrett, Byrd, Sinclair) – 3:29
9. "Getting By" (Antoine, Byrd) – 3:27
10. "Skit" Feat. Murph & Levi (Byrd, Rascoe, Wanzer) – 2:25
11. "Give Me Some Head" (Antoine, Byrd) – 3:12
12. "Close Ur Eyes" (Barrett, Byrd, Sinclair) – 3:22
13. "Stick 'Em" (feat. Cam’ron & J.R Writer) (Brito, Byrd, Giles,S. King) – 4:24 Prod by Shatek
14. "New Anthem" (Brutus, Byrd, Holmes) – 3:01
15. "Neva Neva" (feat. A-Mafia & RU Spits) (Brutus, Byrd, Holmes) – 2:50
16. "Dead Poets Society" (Brutus, Byrd, Holmes) – 2:34
17. "Chickens in Da Coupe" (feat. Sudaboss) (Antoine, Byrd, Glover) – 2:46